# Epigene di Bisanzio
Epigene di Bisanzio (in greco antico: Έπιγένης?; Bisanzio, ... – circa 200 a.C.) è stato un astrologo greco antico.
Egli sembra essere stato un forte sostenitore dell'astrologia, che, anche se era derisa da molti intellettuali greci, era stata accettata e adottata da molti greci a partire dal VII secolo a.C. attraverso il contatto commerciale con i Caldei di Babilonia.

## Biografia
Non è chiaro in che epoca visse - dovrebbe esser vissuto ai tempi di Augusto; alcuni pensano che sia vissuto secoli prima - ma si sa che perfezionò lo studio della sua materia preferita, definendo Saturno, ad esempio, come "freddo e ventoso."  Insieme con Apollonio di Myndus e Artemidoro di Pario, si vantava di essere stato istruito da sacerdoti-astrologi caldei, molti dei quali si erano infiltrati in Grecia quando i porti di Egitto si aprirono alle navi greche dopo il 640 a.C.
Epigene affermò di aver imparato dai Caldei secondo dati provenienti dagli scritti di Seneca. Plinio il Vecchio scrive che Epigene attesta il fatto che i Caldei conservavano osservazioni astrali in iscrizioni su tegole in laterizio (coctilibus laterculis). che coprivano un periodo di 720 anni. Plinio chiama Epigene uno scrittore di autorità di prima classe (gravis auctor imprimis). Il cratere lunare Epigene è stato dedicato a lui..